# Age of Consent (album)
Age of Consent è il quarto album del gruppo musicale heavy metal statunitense Virgin Steele, uscito originariamente nel 1988.

| Recensione | Giudizio |
| ---------- | -------- |
| Rock Hard  | [ 4 ]    |

## Il disco
Pubblicato in un numero esiguo di copie e scarsamente distribuito dall'etichetta indipendente Maze Music, questo lavoro della band newyorkese, come il precedente Noble Savage, è presto diventato oggetto di cult per gli appassionati della sonorità metal classiche ed epiche. Lo stile eroico e drammatico presente su questi due album è stato abbandonato sul disco seguente, salvo poi essere recuperato sulla successiva discografia, ma con uno stampo maggiormente tendente al power metal.
Il CD è stato ristampato con una copertina diversa, con l'aggiunta di bonus tracks ed una sequenza dei brani differente, nel 1997 dall'etichetta tedesca Noise Records includendo la cover di Desert Plains dei Judas Priest oltre a quella di Stay on Top degli Uriah Heep, già presente nell'album originale.  Nel 2008 è stato rimasterizzato dalla label tedesca Dockyard 1 con l'aggiunta delle tracce Screaming For Vengeance (un'altra cover dei Judas Priest proveniente da A Tribute to Judas Priest Legends of Metal) e l'inedita The Curse.
Ne esiste anche un'edizione rimasterizzata in doppio digipack pubblicata da Steamhammer nel 2011, in cui il primo CD contiene le stesse canzoni dell'edizione del 2007, mentre il secondo, intitolato Under The Graveyard Moon, è composto dalle due tracce bonus già inserite nella precedente ristampa e da altri cinque brani inediti. Tra le novità vi sono le cover di Breach of Lease dei Bloodrock e di Down by the River di Neil Young, oltre alla versione acustica del brano Noble Savage (title track del disco precedente) chiamata A Changeling Dawn. Questa versione è stata anche pubblicata in doppio LP, con solo tredici tracce.

## Tracce (versione originale)
Testi di DeFeis, musiche di DeFeis, Pursino eccetto dove indicato.
1. On The Wings Of The Night – 4:41 (musica: DeFeis)
2. Seventeen – 4:22
3. Tragedy – 4:22
4. Stay On Top (cover degli Uriah Heep) – 3:37
5. Chains Of Fire – 3:35
6. The Burning Of Rome – 6:41
7. Let It Roar – 3:46
8. Lion In Winter – 8:13 (musica: DeFeis)
9. Cry Forever – 4:33 (musica: DeFeis)
10. We Are Eternal – 4:09

### Tracce (versione 1997)
1. The Burning Of Rome – 6:41
2. Let It Roar – 3:46
3. Prelude To Evening – 1:10 – (strumentale-inclusa sull'originale nella traccia successiva)
4. Lion In Winter – 5:33
5. Stranger At The Gate – 1:30 – (strumentale-inclusa sull'originale nella traccia precedente)
6. Perfect Mansions (Mountains Of The Sun) – 8:33 (musica: DeFeis)
7. Coils Of The Serpent – 1:24 (musica: DeFeis)
8. Serpent's Kiss – 8:15 (musica: DeFeis)
9. On The Wings Of The Night – 4:41
10. Seventeen – 4:22
11. Tragedy – 4:22
12. Stay On Top (cover degli Uriah Heep) – 3:37
13. Chains Of Fire – 4:35
14. Desert Plains (cover dei Judas Priest) – 4:52
15. Cry Forever – 4:33
16. We Are Eternal – 4:09

#### Tracce bonus (versione 2008)
1. Screaming for Vengeance (cover dei Judas Priest) – 4:09
2. The Curse – 4:09

#### CD bonus (versione 2011)
Under The Graveyard Moon
1. Screaming for Vengeance (cover dei Judas Priest) – 4:09
2. The Curse – 4:09
3. Breach of Lease (cover dei Bloodrock) – 5:58
4. Another Nail in the Cross – 6:24 (musica: DeFeis, Ferrara)
5. A Changeling Dawn (Noble Savage Acoustic Version) – 10:56 (musica: DeFeis)
6. Under the Graveyard Moon – 6:53 (musica: DeFeis)
7. Down by the River (cover di Neil Young) – 5:43

## Formazione
- David DeFeis – voce, tastiere, basso, batteria (tracce 3-7 su bonus CD)
- Edward Pursino – chitarra elettrica, chitarra acustica, basso (in Lion In Winter e The Curse)
- Joey Ayvazian – batteria

- Rob DeMartino – basso (tracce 6,8,14,17 su ristampe)
- Frank Gilchriest – batteria (tracce 6,8,14,15,17,18 su ristampe e bonus CD)
- Dave Ferrara – chitarra (tracce 4-7 su bonus CD)
- Josh Block – chitarra a sette corde corde (tracce 3,6,7 su bonus CD)

fonte: